# Джексон Ірвін
Джексон Александер Ірвін (англ. Jackson Alexander Irvine, нар. 7 березня 1993, Мельбурн, Австралія) — австралійський футболіст, півзахисник німецького клубу «Санкт-Паулі» та збірної Австралії.

## Клубна кар'єра
Народився 7 березня 1993 року в місті Мельбурн. Вихованець футбольної школи шотландського клубу «Селтік». Дорослу футбольну кар'єру розпочав 2012 року в основній команді того ж клубу, в якій був на контракті три роки.
2013 року на правах оренди перейшов до клубу «Кілмарнок». Більшість часу, проведеного у складі «Кілмарнока», був основним гравцем команди.
2014 року відправився у ще одну оренду — «Росс Каунті», у складі якого провів наступний рік своєї кар'єри гравця. Граючи у складі У складі також здебільшого виходив на поле в основному складі команди.
З 2015 року став повноцінним гравцем «Росс Каунті». Тренерським штабом нового клубу також розглядався як гравець «основи».
До складу клубу «Бертон Альбіон» приєднався 2016 року. Був названий гравцем року у клубі, зігравши за команду з міста Бертон-апон-Трент в національному чемпіонаті 43 матчі, в яких відзначився 11 голами.
30 серпня 2017 року підписав трирічний контракт з «Галл Сіті». У червні 2020 року клуб не став продовжувати співпрацю з гравцем.

## Виступи за збірні
2011 року дебютував у складі юнацької збірної Шотландії, взяв участь у 3 іграх на юнацькому рівні, відзначившись одним забитим голом.
Протягом 2012—2013 років залучався до складу молодіжної збірної Австралії. На молодіжному рівні зіграв у 12 офіційних матчах.
2013 року дебютував в офіційних матчах у складі національної збірної Австралії. Наразі провів у формі головної команди країни 49 матчів, забивши 7 голів.
У складі збірної був учасником розіграшу Кубка конфедерацій 2017 року у Росії.

## Ігрова статистика
Станом на 13 травня 2019
| Клуб              | Сезон             | Ліга              | Ліга  | Ліга | Кубок | Кубок | Кубок ліги | Кубок ліги | Єврокубки | Єврокубки | Всього | Всього |
| Клуб              | Сезон             | Дивізіон          | Матчі | Голи | Матчі | Голи  | Матчі      | Голи       | Матчі     | Голи      | Матчі  | Голи   |
| ----------------- | ----------------- | ----------------- | ----- | ---- | ----- | ----- | ---------- | ---------- | --------- | --------- | ------ | ------ |
| «Селтік»          | 2012–13           | Прем'єр-ліга      | 1     | 0    | 0     | 0     | 0          | 0          | 0         | 0         | 1      | 0      |
| «Селтік»          | 2013–14           | Прем'єршип        | 0     | 0    | 0     | 0     | 0          | 0          | 0         | 0         | 0      | 0      |
| «Селтік»          | 2014–15           | Прем'єршип        | 0     | 0    | 0     | 0     | 0          | 0          | 0         | 0         | 0      | 0      |
| «Селтік»          | Всього            | Всього            | 1     | 0    | 0     | 0     | 0          | 0          | 0         | 0         | 1      | 0      |
| «Кілмарнок»       | 2013–14           | Прем'єршип        | 27    | 1    | 1     | 0     | 1          | 0          | 0         | 0         | 29     | 1      |
| «Росс Каунті»     | 2014–15           | Прем'єршип        | 28    | 2    | 1     | 0     | 1          | 0          | 0         | 0         | 30     | 2      |
| «Росс Каунті»     | 2015–16           | Прем'єршип        | 36    | 2    | 4     | 0     | 5          | 1          | 0         | 0         | 45     | 3      |
| «Росс Каунті»     | Всього            | Всього            | 64    | 4    | 5     | 0     | 6          | 1          | 0         | 0         | 75     | 5      |
| «Бертон Альбіон»  | 2016–17           | Чемпіоншип        | 41    | 10   | 0     | 0     | 2          | 0          | 0         | 0         | 43     | 10     |
| «Бертон Альбіон»  | 2017–18           | Чемпіоншип        | 3     | 1    | 0     | 0     | 2          | 0          | 0         | 0         | 5      | 1      |
| «Бертон Альбіон»  | Всього            | Всього            | 45    | 11   | 0     | 0     | 4          | 0          | 0         | 0         | 49     | 11     |
| «Галл Сіті»       | 2017–18           | Чемпіоншип        | 34    | 2    | 3     | 0     | 0          | 0          | 0         | 0         | 37     | 2      |
| «Галл Сіті»       | 2018–19           | Чемпіоншип        | 38    | 6    | 0     | 0     | 1          | 0          | 0         | 0         | 39     | 6      |
| «Галл Сіті»       | Всього            | Всього            | 72    | 8    | 3     | 0     | 1          | 0          | 0         | 0         | 76     | 8      |
| Всього за кар'єру | Всього за кар'єру | Всього за кар'єру | 209   | 24   | 9     | 0     | 12         | 1          | 0         | 0         | 230    | 25     |

## Титули і досягнення
- Чемпіон Шотландії (1):

«Селтік»: 2012—2013